# 78. Golden Globe-gála
A 78. Golden Globe-gálára 2021. február 28-án, vasárnap – a Covid19-pandémia miatt a szokottnál majd két hónappal később – került sor.  A 2020-ban filmszínházakba, vagy képernyőkre került amerikai filmeket, illetve televíziós sorozatokat díjazó rendezvényt a kaliforniai Beverly Hillsben, a Beverly Hilton Hotelben tartották meg, a Hollywoodi Külföldi Tudósítók Szövetsége és a Dick Clark Productions szervezésében. Az eseményt az Amerikai Egyesült Államokban az NBC élőben közvetítette.
A díjátadó ceremóniamestereinek Tina Fey és Amy Poehler színésznőket kérték fel; ezzel az ünnepelt páros 2013, 2014 és 2015 után immár negyedszer töltötte be a házigazda szerepét. A Golden Globe történetében ez volt az első alkalom, hogy két helyszínről, az Egyesült Államok keleti és nyugati partvidékéről, vezették a műsort; Tina Ray a New York-i Rockefeller Center Rainbow Room rendezvényterméből, míg Amy Poehler a Beverly Hilton Hotelből jelentkezett, hogy a rendezvényen érintetteknek ne kelljen hosszú utazást tenniük.
A jelöltek listáját 2021. február 3-án hozta nyilvánosságra a hatszoros Golden Globe-nyertes Sarah Jessica Parker és az ugyancsak díjazott Taraji P. Henson.
 A legtöbb jelölést, szám szerint hatot-hatot, az Aranypolgár forgatókönyvírójáról,  Herman J. Mankiewiczről szóló fekete-fehér játékfilm, a Mank, valamint A Korona című televíziós történelmi drámasorozat kapta. A játékfilmben közül A nomádok földje, a Borat utólagos mozifilm és a Lelki ismeretek két-két díjat nyertek, közülük a legjobb filmdráma A nomádok földje, míg a legjobb filmmusical vagy vígjáték a Borat utólagos mozifilmlett. A gála legnagyobb vesztese a Mank lett, egyetlen díjat sem tudott megszerezni. A televíziós alkotások közül A Korona négy díjat szerzett, köztük a legjobb televíziós dráma sorozat, míg a A vezércsel és a Schitt's Creek kettőt-kettőt; ez utóbbi lett a legjobb televíziós vígjáték vagy zenés sorozat.
A jelöltek és díjazottak nem a két helyszín valamelyikén voltak, hanem online élő adásban, otthonról, családjukkal és barátaikkal együtt várták az eredményhírdetést. A díjakat az ünnepséget követően juttatták el a nyerteseknek.
Jane Fonda és Norman Lear életműdíjban részesült; előbbi a Cecil B. DeMille-életműdíjat, utóbbi pedig a Carol Burnett-életműdíjat vehette át.

## Jelölések és díjak

### Filmek
A nyertesek a táblázat első sorában, félkövérrel vannak jelölve.
| Legjobb filmes díjak | Legjobb filmes díjak |
| Legjobb filmdráma | Legjobb vígjáték vagy zenés film |
| --- | --- |
| - A nomádok földje - Az apa - Mank - Ígéretes fiatal nő - A chicagói 7-ek tárgyalása | - Borat utólagos mozifilm - Hamilton - Music - Palm Springs - The Prom – A végzős bál |
| Legjobb filmes alakítások (filmdráma) | |
| Színész | Színésznő |
| - Chadwick Boseman – Ma Rainey: A blues nagyasszonya mint Levee Green - Riz Ahmed – A metál csendje mint Ruben Stone - Anthony Hopkins – Az apa mint Anthony - Gary Oldman – Mank mint Herman J. Mankiewicz - Tahar Rahim – The Mauritanian mint Mohamedou Ould Salahi                                  | - Andra Day – The United States vs. Billie Holiday mint Billie Holiday - Viola Davis – Ma Rainey: A blues nagyasszonya mint Ma Rainey - Vanessa Kirby – Pieces of a Woman mint Martha Weiss - Frances McDormand – A nomádok földje mint Fern - Carey Mulligan – Ígéretes fiatal nő mint Cassandra “Cassie” Thomas                                                                                         |
| Legjobb filmes alakítások (vígjáték vagy zenés film) | |
| Színész | Színésznő |
| - Sacha Baron Cohen – Borat utólagos mozifilm mint Borat Sagdiyev - James Corden – The Prom – A végzős bál mint Barry Glickman - Lin-Manuel Miranda – Hamilton mint Alexander Hamilton - Dev Patel – David Copperfield rendkívüli élete mint David Copperfield - Andy Samberg – Palm Springs mint Nyles | - Rosamund Pike – Fontos vagy nekem mint Marla Grayson - Maria Bakalova – Borat utólagos mozifilm mint Tutar Sagdiyev - Kate Hudson – Music mint Kazu Gamble - Michelle Pfeiffer – Francia kiút mint Frances Price - Anya Taylor-Joy – Emma mint Emma Woodhouse |
| Legjobb mellékszereplők (filmdráma, vígjáték vagy zenés film) | |
| Színész | Színésznő |
| - Daniel Kaluuya – Júdás és a Fekete Messiás mint Fred Hampton - Sacha Baron Cohen – A chicagói 7-ek tárgyalása mint Abbie Hoffman - Jared Leto – Ördög a részletekben mint Albert Sparma - Bill Murray – Felkeverve mint Felix Keane - Leslie Odom Jr. – Egy éj Miamiban... mint Sam Cooke             | - Jodie Foster – The Mauritanian mint Nancy Hollander - Glenn Close – Vidéki ballada az amerikai álomról mint Bonnie "Mamaw" Vance - Olivia Colman – Az apa mint Anne - Amanda Seyfried – Mank mint Marion Davies - Helena Zengel – A kapitány küldetése mint Johanna Leonberger |
| Egyéb | |
| Legjobb rendező | Legjobb forgatókönyv |
| - Chloé Zhao – A nomádok földje - Emerald Fennell – Ígéretes fiatal nő - David Fincher – Mank - Regina King – Egy éj Miamiban... - Aaron Sorkin – A chicagói 7-ek tárgyalása | - Aaron Sorkin – A chicagói 7-ek tárgyalása - Emerald Fennell – Ígéretes fiatal nő - Jack Fincher – Mank - Florian Zeller és Christopher Hampton – Az apa - Chloé Zhao – A nomádok földje |
| Legjobb eredeti filmzene | Legjobb eredeti filmbetétdal |
| - Trent Reznor, Atticus Ross és Jon Batiste – Lelki ismeretek - Trent Reznor és Atticus Ross – Mank - James Newton Howard – A kapitány küldetése - Alexandre Desplat – Az éjféli égbolt - Ludwig Göransson – Tenet                                                                                      | - „Io sì (Seen)” (Niccolò Agliardi, Laura Pausini & Diane Warren) – Előttem az élet - „Fight for You” (D'Mile, H.E.R. & Tiara Thomas) – Júdás és a Fekete Messiás - „Hear My Voice” (Celeste & Daniel Pemberton) – A chicagói 7-ek tárgyalása - „Speak Now” (Sam Ashworth & Leslie Odom Jr.) – Egy éj Miamiban... - „Tigress & Tweed” (Andra Day & Raphael Saadiq) – The United States vs. Billie Holiday |
| Legjobb animációs film | Legjobb idegen nyelvű film |
| - Lelki ismeretek - Croodék: Egy új kor - Előre - Lunaria – Kaland a Holdon - Farkasok népe | - Minari – A családom története (Amerikai Egyesült Államok) - Előttem az élet (Olaszország) - Ketten (Franciaország, Luxembourg, Belgium) - La Llorona (Guatemala, Franciaország) - Még egy kört mindenkinek (Dánia) |

### Televíziós alkotások
A nyertesek a táblázat első sorában, félkövérrel vannak jelölve. Az előző évben nyertes televíziós sorozatokra a „ ♕ ” jel emlékeztet.
| Legjobb televíziós sorozatok | Legjobb televíziós sorozatok |
| Filmdráma | Vígjáték vagy zenés film |
| --- | --- |
| - A Korona - Lovecraft Country - The Mandalorian - Ozark - Ratched | - Schitt's Creek - Emily Párizsban - A légikísérő - Nagy Katalin – A kezdetek - Ted Lasso |
| Minisorozat vagy tévéfilm | |
| - A vezércsel - Normális emberek - Kis fejsze - Tudhattad volna - A másik út | |
| Legjobb alakítás televíziós sorozatban (filmdráma) | |
| Színész | Színésznő |
| - Josh O'Connor – A Korona mint Károly walesi herceg - Jason Bateman – Ozark mint Martin "Marty" Byrde - Bob Odenkirk – Better Call Saul mint Saul Goodman - Al Pacino – Hunters mint Meyer Offerman - Matthew Rhys – Perry Mason mint Perry Mason                             | - Emma Corrin – A Korona mint Diana Spencer - Olivia Colman – A Korona mint II. Erzsébet brit királynő - Jodie Comer – Megszállottak viadala mint Villanelle - Laura Linney – Ozark mint Wendy Byrde - Sarah Paulson – Ratched mint Ratched nővér                                           |
| Legjobb alakítás televíziós sorozatban (vígjáték vagy zenés film) | |
| Színész | Színésznő |
| - Jason Sudeikis – Ted Lasso mint Ted Lasso - Don Cheadle – Fekete hétfő mint Maurice Monroe - Nicholas Hoult – Nagy Katalin – A kezdetek mint III. Péter orosz cár - Eugene Levy – Schitt’s Creek mint Johnny Rose - Ramy Youssef – Ramy mint Ramy Hassan                     | - Catherine O’Hara – Schitt’s Creek mint Moira Rose - Lily Collins – Emily Párizsban mint Emily Cooper - Kaley Cuoco – A légikísérő mint Cassie Bowden - Elle Fanning – Nagy Katalin – A kezdetek mint II. Katalin orosz cárnő - Jane Levy – Zoey's Extraordinary Playlist mint Zoey Clarke |
| Legjobb alakítás minisorozatban vagy tévéfilmben | |
| Színész | Színésznő |
| - Mark Ruffalo – Ez minden, amit tudok mint Dominick/Thomas Birdsey - Bryan Cranston – Your Honor mint Michael Desiato - Jeff Daniels – The Comey Rule mint James Comey - Hugh Grant – Tudhattad volna mint Jonathan Fraser - Ethan Hawke – The Good Lord Bird mint John Brown | - Anya Taylor-Joy – A vezércsel mint Beth Harmon - Cate Blanchett – Mrs. America mint Phyllis Schlafly - Daisy Edgar-Jones – Normális emberek mint Marianne Sheridan - Shira Haas – A másik út mint Esther "Esty" Shapiro - Nicole Kidman – Tudhattad volna mint Grace Fraser               |
| Legjobb mellékszereplő televíziós sorozatban, minisorozatban vagy tévéfilmben | |
| Mellékszereplő színész | Mellékszereplő színésznő |
| - John Boyega – Kis fejsze mint Leroy Logan - Brendan Gleeson – The Comey Rule mint Donald Trump - Dan Levy – Schitt’s Creek mint David Rose - Jim Parsons – Hollywood mint Henry Willson - Donald Sutherland – Tudhattad volna mint Franklin Reinhardt                        | - Gillian Anderson – A Korona mint Margaret Thatcher - Helena Bonham Carter – A Korona mint Margit hercegnő - Julia Garner – Ozark mint Ruth Langmore - Annie Murphy – Schitt’s Creek mint Alexis Rose - Cynthia Nixon – Ratched mint Gwendolyn Briggs                                      |

## Különdíjak

### Cecil B. DeMille-életműdíj
- Jane Fonda [8]

### Carol Burnett-életműdíj
- Norman Lear [4]

### Golden Globe-nagykövet
- Satchel Lee és Jackson Lee – Spike Lee filmrendező és producer, valamint Tonya Lewis Lee producer gyermekei.[9]

## Többszörös jelölések és elismerések
| Jelölés | Díj | Cím                                  |
| ------- | --- | ------------------------------------ |
| 6       | 0   | Mank                                 |
| 5       | 1   | A chicagói 7-ek tárgyalása           |
| 4       | 2   | A nomádok földje                     |
| 4       | 0   | Ígéretes fiatal nő                   |
| 4       | 0   | Az apa                               |
| 3       | 2   | Borat utólagos mozifilm              |
| 3       | 0   | Egy éj Miamiban...                   |
| 2       | 2   | Lelki ismeretek                      |
| 2       | 0   | Hamilton                             |
| 2       | 0   | A kapitány küldetése                 |
| 2       | 1   | Előttem az élet                      |
| 2       | 1   | Júdás és a Fekete Messiás            |
| 2       | 1   | Ma Rainey: A blues nagyasszonya      |
| 2       | 0   | Music                                |
| 2       | 0   | Palm Springs                         |
| 2       | 1   | The Mauritanian                      |
| 2       | 0   | The Prom – A végzős bál              |
| 2       | 1   | The United States vs. Billie Holiday |

| Jelölés | Díj | Cím                       |
| ------- | --- | ------------------------- |
| 6       | 4   | A Korona                  |
| 5       | 2   | Schitt's Creek            |
| 4       | 0   | Ozark                     |
| 4       | 0   | Tudhattad volna'          |
| 3       | 0   | Nagy Katalin – A kezdetek |
| 3       | 0   | Ratched                   |
| 2       | 2   | A vezércsel               |
| 2       | 1   | Kis fejsze                |
| 2       | 1   | Ted Lasso                 |
| 2       | 0   | A légikísérő              |
| 2       | 0   | A másik út                |
| 2       | 0   | Emily Párizsban           |
| 2       | 0   | Normális emberek          |
| 2       | 0   | The Comey Rule            |